# 石家庄市第十二中学
石家庄市第十二中学始办于1957年，拥有初中部和高中部。占地面积20979平方米，建筑面积24070㎡，现有教职工271人， 53个教学班，在校生2400余名。是石家庄市示范性(重点)高中学校，河北省艺术教育示范学校。

## 特色
第十二中学是第一批省内艺术教育示范学校之一，秉承“以艺术特色引路，打造立校品牌”的理念，大力发展艺术教育，并专门成立了艺术教育处。拥有美术天光教室、舞蹈排练厅、练琴房、合唱室等多个专业教室，其音乐、美术器材都有相当的水准，在石家庄市各中学里位列前茅。学校在培养艺术生方面很有经验，五年以来，艺术类考生高考的专业合格率达100%，为高等学校培养了100多名艺术生。

## 明星校友
林依轮、胡琪、方琼、黄珊、周冬雨